# Museo Kazantzakis
El Museo Kazantzakis es un museo biográfico situado en la plaza central de Myrtiá, a unos 20 km al sur de Heraclión, que está dedicado a conservar la memoria y la obra del escritor local Nikos Kazantzakis.
Incluye objetos personales del escritor y su familia, documentos, cartas, las primeras ediciones griegas de sus libros y traducciones a 49 idiomas en 54 países, fotografías, bustos, trabajos artísticos, posters, programas, y prensa, grabaciones de radio y de televisión con entrevistas a Kazantzakis.
Giorgos Anemoyannis, familiar lejano de Kazantzakis y escenógrafo, fue el ideólogo del museo, el cual abrió en 1983. Consiste en dos edificios: uno que aloja la exposición y otro destinado a las oficinas de administración.